# Gamla bankhuset
Gamla bankhuset (oud bankgebouw) is een beschermd gebouw (Zweeds:Byggnadsminne) in Umeå in de provincie Västerbottens län in Zweden.

## Het gebouw
Het gebouw werd van 1877 tot 1879 gebouwd in de neorenaissance stijl naar een plan van Axel Cederberg bij Väg-och vattenbyggnadskåren. Cederberg was in die tijd technisch adviseur van de stad. Het was toen een van de eerste gebouwen in de stad met stenen muren. Dat is een van de redenen dat het gespaard bleef bij de grote brand in 1888, toen een groot deel van Umeå afbrandde. Dat kon niet voorkomen dat het gebouw in 1930 er laveloos bij stond. Het gebouw heeft twee verdiepingen en is geel geschilderd. Oorspronkelijk was dit een bankgebouw met de bank en kantoren op het gelijkvloers en de bovenste verdieping voor de bankdirecteur. Het gebouw is gelegen op Storgatan 34 nabij de brug Tegsbron. Door de afgeronde hoeken van het gebouw kreeg het de bijnaam Smörasken (botervloot).

## Geschiedenis
Het gebouw was het eerste bankgebouw van de Westerbottens Enskilda banken. Na die grote brand kreeg die bank de mogelijkheid een nieuw bankgebouw te openen dat meer centraal gelegen was en in 1894 verplaatste de bank haar activiteiten naar het nieuwe bankgebouw. Het oude bankgebouw werd verder gebruikt als een flatgebouw. Het gebouw heeft door de jaren heen diverse bedrijven gehuisvest, werd onder andere gebruikt als een tijdelijke opslagplaats voor de collecties van het Västerbottens museum van 1936 tot 1946, en als Umeå stadsbibliotheek van 1935 tot 1954. Het gebouw is sinds 1980 een beschermd rijksmonument en is nu eigendom van Umeå Energi, die in 1992 een aantal uitgebreide restauraties uitvoerde.